# El Jaida
El Jaida (àrab: الجايدة, Al-jāyda) és una pel·lícula tunisiana dirigida per Selma Baccar el 2017.
La previsualització va tenir lloc al Festival de Cinema de Cartago de 2017, i la pel·lícula va ser nominada al Festival Internacional de Cinema del Caire.

## Argument
Quatre dones es troben a Dar Joued, una presó de dones, vuit mesos abans de la independència de Tunísia (entre l'octubre 1954 i el juny 1955). De diferents edats i condicions socials, estan condemnades a conviure mentre pateixen l'autoritat i les injustícies de la seva carcellera: la Jaida. Compartiran records del món exterior, alegria, emocions i angoixa de la seva vida quotidiana.

## Repartiment
El repartiment de la pel·lícula és el següent:
- Wajiha Jendoubi
- Souhir Ben Amara
- Fatma Ben Saïdane
- Salma Mahjoubi
- Najoua Zouhair
- Bilel Beji
- Khaled Houissa
- Taoufik El Ayeb
- Samia Rhaiem
- Raouf Ben Amor
- Jouda Najah
- Abdellatif Kheireddine
- Lotfi Abdelli
- Mohamed Ali Ben Jemaa